# Schneckenberg (Leipzig)

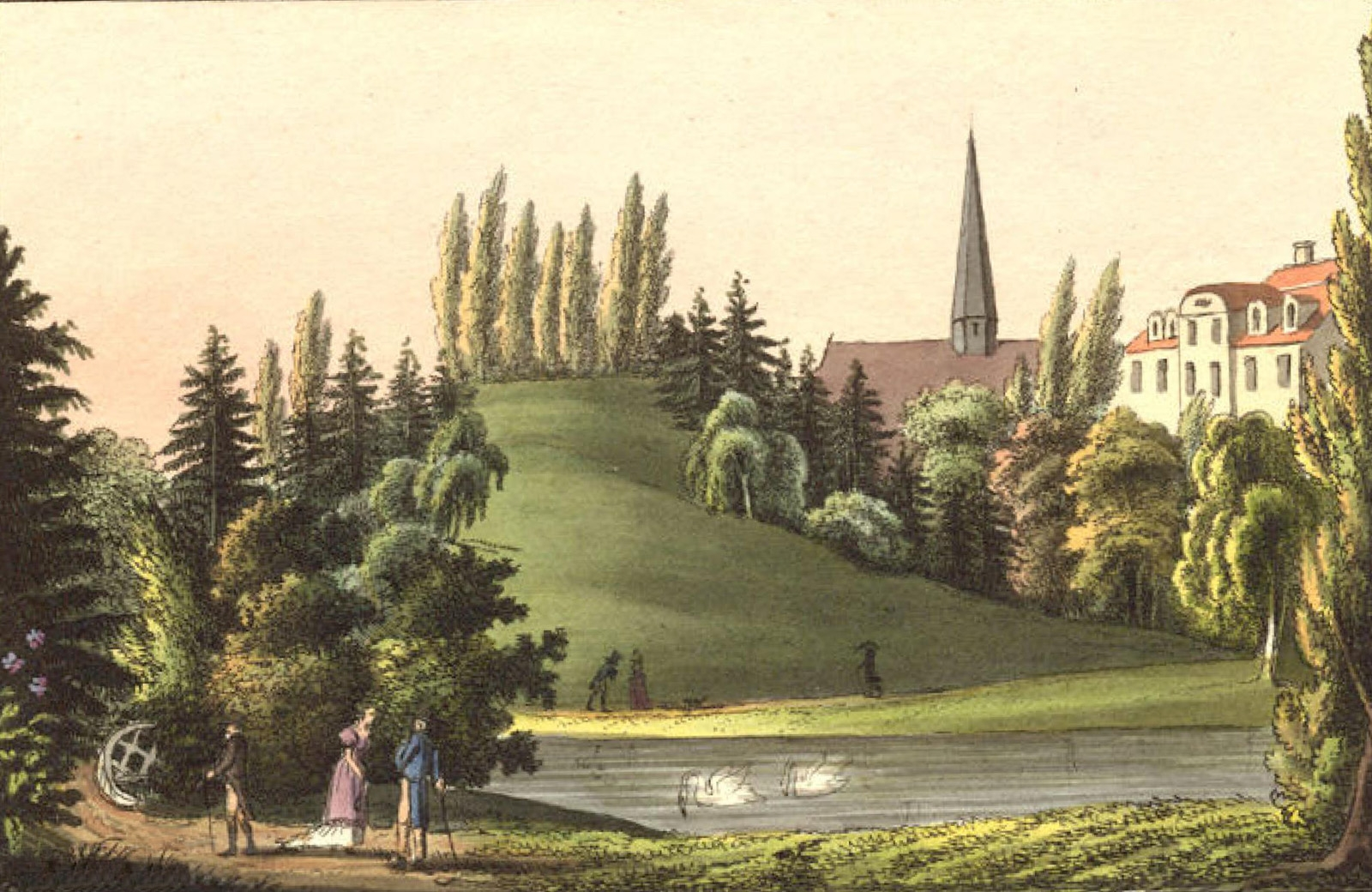
Der Schneckenberg in Leipzig

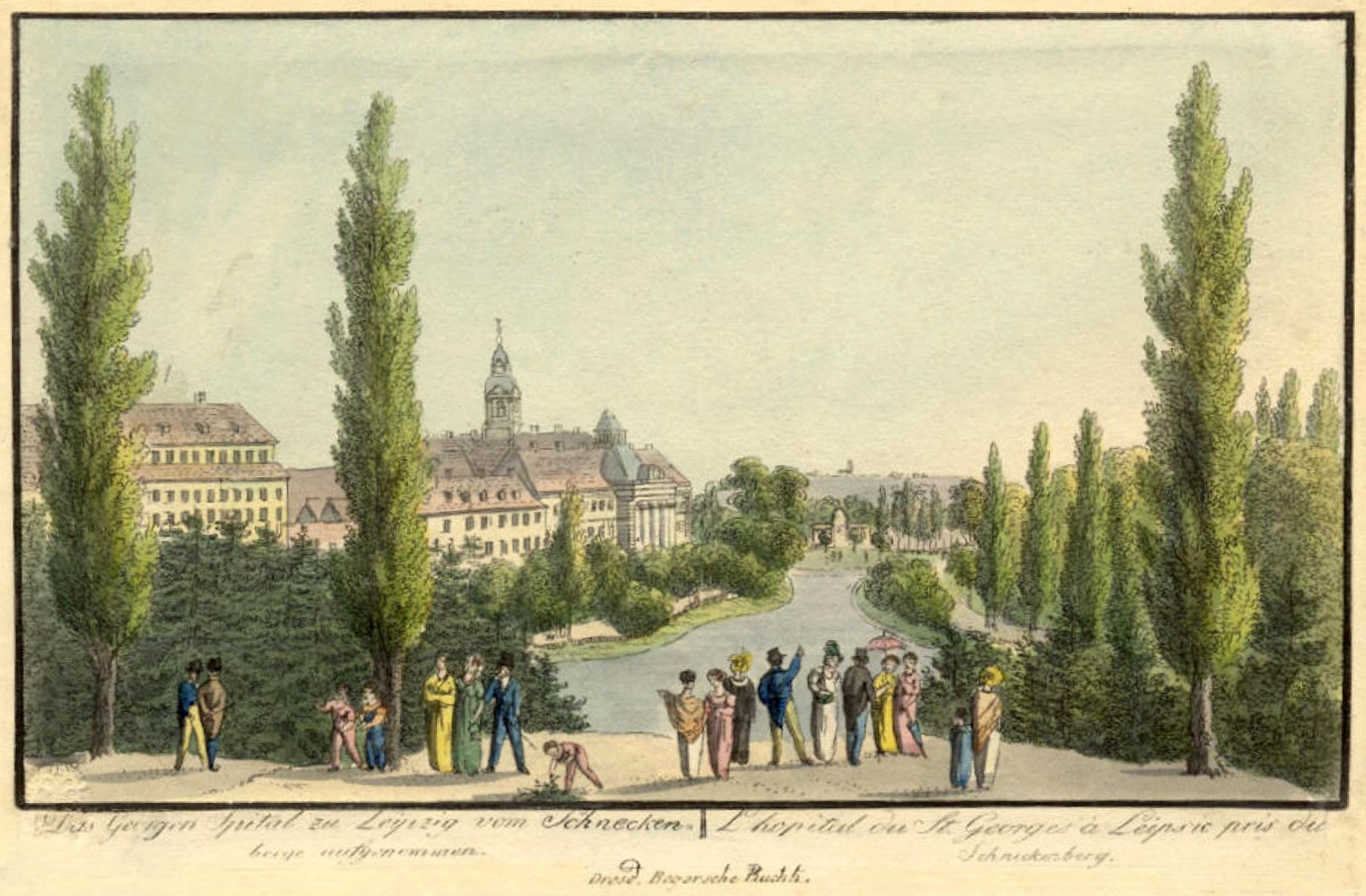
Blick vom Schneckenberg nach Norden

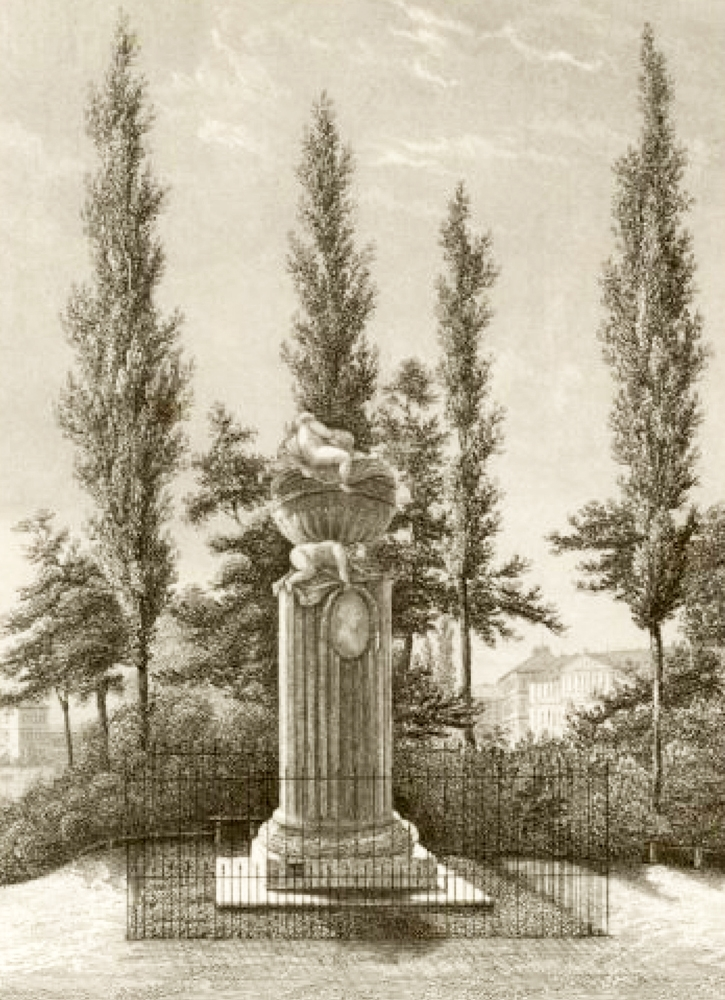
Das Gellert-Denkmal auf dem Schneckenberg

Der Schneckenberg in Leipzig war ein Teil einer der ersten Landschaftsgärten im englischen Stil in Deutschland.  Diese Parkanlage lag vom Stadtzentrum in östlicher Richtung vor dem Grimmaschen Tor auf der Fläche des heutigen Augustusplatzes und nördlich davon. Unmittelbar dort, wo heute die Leipziger Oper steht, befand sich der ca. 20 bis 30 Meter hohe Schneckenberg.

## Geschichte
Um die befestigten mittelalterlichen Städte waren die Bereiche vor Stadtmauer und Stadtgraben unbebaut und einsehbar, um das Glacis (freies Schussfeld) zu gewährleisten. So auch in Leipzig. Bereits um 1700 erwiesen sich die Befestigungsanlagen als von der Entwicklung der Kriegstechnik überholt, und man begann sie zu schleifen. Erste Teile des Stadtgrabens im Westen der Stadt wurden bereits unter Bürgermeister Romanus verfüllt, der das Amt zwischen 1701 und 1704 innehatte. Erste Parkanlagen entstanden nördlich der Stadt gegenüber dem heutigen Hauptbahnhof (Unterer Park).
Nach dem Hubertusburger Frieden 1763 stellte der sächsische Kurfürst der Stadt die Verteidigungsanlagen unter der Bedingung zur Verfügung, dass nach ihrer schrittweisen Abtragung der Platz für gemeinnützige Zwecke verwendet würde.
Carl Wilhelm Müller, der 1778 zum ersten Male zum Bürgermeister gewählt worden war, beauftragte den Baudirektor der Stadt Johann Carl Friedrich Dauthe unter diesem Aspekt mit der Gestaltung einer Parkanlage um den Nordostteil der Stadt. Dauthe errichtete einen Park im englischen Stil mit geschwungenen Wegen, Baumgruppen und Ruhebänken, der 1785 fertiggestellt wurde. Einen Teil des Stadtgrabens ließ er als Wasserfläche offen, die zum Schwanenteich wurde.
Den südlichen Abschluss des Parks bildete ein Aussichtshügel, der Schneckenberg. Schneckenberge waren ein beliebtes Element englischer Landschaftsgärten und erhielten ihren Namen von dem spiralförmig verlaufenden Aufstiegsweg. Zur Aufschüttung des Leipziger Schneckenberges wurde hauptsächlich das Material der Schanzen benutzt, die die Schweden im Dreißigjährigen Krieg bei der Belagerung Leipzigs östlich der Stadt errichtet hatten.
Der Schneckenberg war mit Pappeln bestanden und bei den Leipzigern sehr beliebt. In der flachen Leipziger Gegend war er ein willkommener Rodelberg. Am 24. April 1813 entwarf auf dem Schneckenberg Theodor Körner sein Gedicht „Lützows wilde Jagd“.
Während der Völkerschlacht 1813 traten starke Beschädigungen an der Anlage ein, die man jedoch umgehend behob.
Das Ende des Schneckenberges kam mit dem Bau des Neuen Theaters von 1864 bis 1867. Für den Bau musste der Schneckenberg abgetragen werden, mit ihm das seit 1842 auf seiner Spitze stehende Gellert-Denkmal (geschaffen 1774 von Adam Friedrich Oeser). Der Schwanenteich reichte nun bis an das Theater, aus dem sich ein kleiner künstlicher Wasserfall ergoss.